# Indian Territory
Indian Territory è un film del 1950 diretto da John English.
È un western statunitense a sfondo musicale con Gene Autry, Gail Davis e Kirby Grant.

## Produzione
Il film, diretto da John English su una sceneggiatura di Norman S. Hall, fu prodotto da Armand Schaefer tramite la Gene Autry Productions e girato nel ranch di Corriganville a Simi Valley e a Pioneertown, in California, dal 28 marzo all'8 aprile 1950.

## Distribuzione
Il film fu distribuito negli Stati Uniti dal 30 settembre 1950 al cinema dalla Columbia Pictures.
Altre distribuzioni:
- in Danimarca il 22 settembre 1952 (De røde hævnere)
- in Brasile (Território Indiano)
- in Cile (La frontera de los muertos)

## Promozione
La tagline è: Gene's On The Warpath Against Renegade Redskins... as the frontier echoes to war-whoops and gunfire!.